# Mniobryum subcarneum
Mniobryum subcarneum là một loài rêu trong họ Bryaceae. Loài này được Schimp. Paris mô tả khoa học đầu tiên năm 1905.